# پوینتر قدیمی دانمارکی
پوینتر قدیمی دانمارکی (به انگلیسی: Old Danish Pointer)، نام یکی از نژادهای سگ است که خاستگاه آن به دانمارک بازمی‌گردد.